# Агра (провінція Варезе)

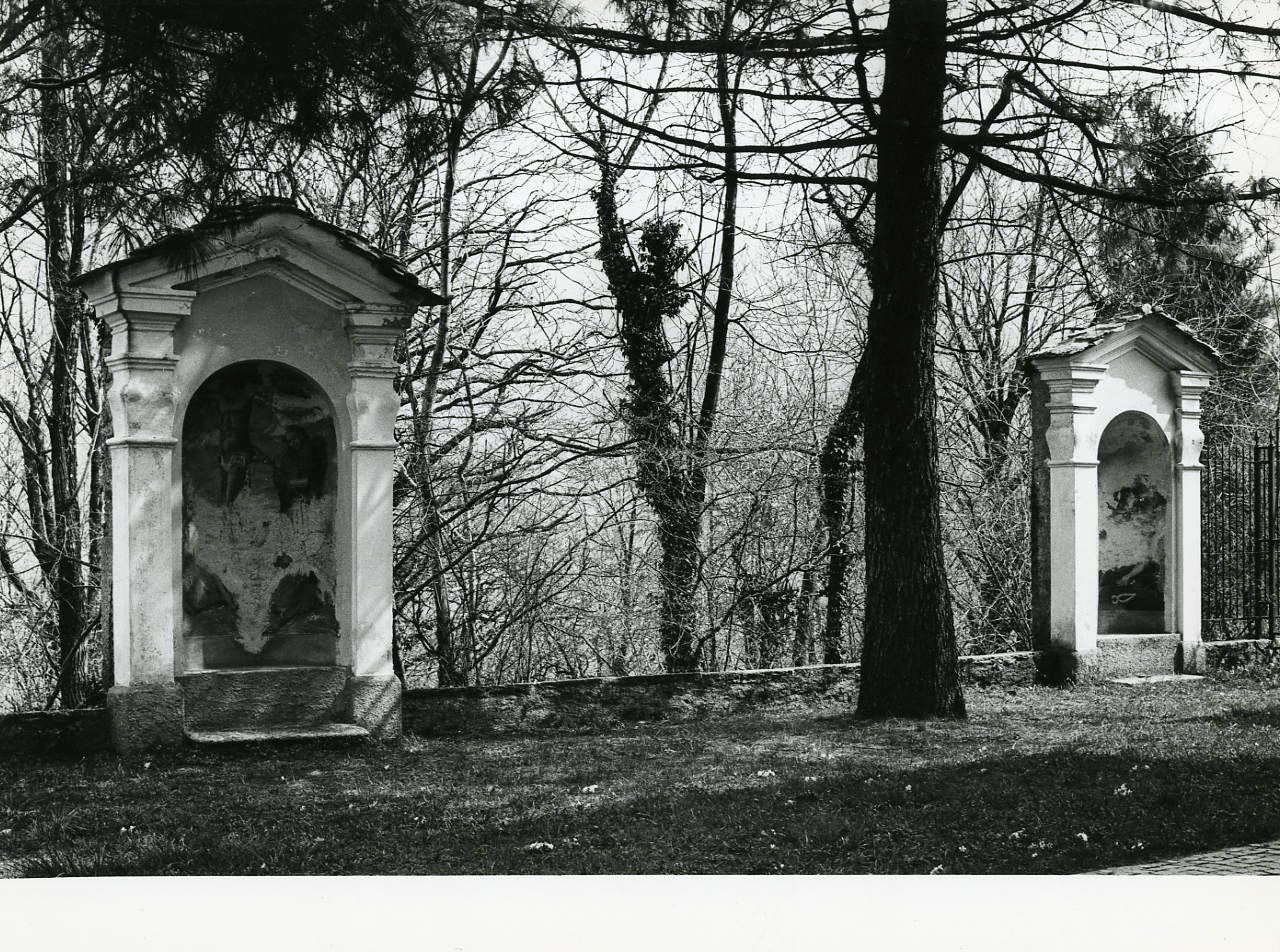
«Сільський пейзаж» (Paesaggi rurali). Фото Паоло Монті, 1979 рік

Агра (італ. Agra, п'єм. Agra) — муніципалітет в Італії, у регіоні Ломбардія, провінція Варезе.
Агра розташована на відстані близько 550 км на північний захід від Рима, 75 км на північний захід від Мілана, 25 км на північ від Варезе.
Населення — 386 осіб (2014).

## Демографія
Населення за роками:

Станом на 1 січня 2023 року в муніципалітеті офіційно проживало 46 іноземців з 10 країн, серед них 27 громадян країн Євросоюзу.

## Сусідні муніципалітети
- Думенца
- Луїно
- Макканьо-кон-Піно-е-Веддаска